# Vaterlandsliebe (Film)
Vaterlandsliebe ist ein deutscher Mockumentary-Kurzspielfilm von Regisseur Nico Sommer aus dem Jahre 2011. Der Film erhielt das Prädikat Besonders Wertvoll von der Filmbewertungsstelle.

## Handlung
Der junge glatzköpfige Museumswärter Jens Hartmann glaubt von sich, er sei tolerant, groß und gutaussehend. Der Hobbyboxer lebt gemeinsam mit seiner Freundin in einer kleinen Wohnung und erzählt in Form von gemeinsamen Interviews und Voice Over von seiner Liebe zu Deutschland. Doch er beteuert, trotz seiner großen Liebe zu seinem Heimatland kein Nazi zu sein. Zunehmend nimmt er allerdings eine negative Entwicklung seines Heimatlandes wahr. Die wachsende Migration und der Verlust der deutschen Identität machen ihm zu schaffen. Viele Menschen halten Jens daher für einen Nazi, besonders weil er u. a. uniformähnliche Kleidung in seiner Freizeit trägt. In der Parallelhandlung versucht er, sich gemeinsam mit seinem Boxtrainer auf einen Kampf vorzubereiten. Schließlich verliert er den Boxkampf und überlegt, ob er eine Pille schlucken soll, die ihm sein Leiden gegenüber seiner Liebe zu Deutschland vereinfacht.

## Rezeption
Vaterlandsliebe will in seiner gestalterischen Absicht polarisieren und provozieren. Dies gelingt dem Film sehr gut, da hierbei Themen wie Rassismus sowie deutsche Identität satirisch bearbeitet werden. Er wird als kontrovers, humoristisch, ironisch wahrgenommen. Die Macher des Films beziehen am Ende keine klare Position.
Der Film wird der Gattung Mockumentary zugeordnet, da er fiktiv die Gattung Dokumentarfilm imitiert. Der Kurzfilm stand im Dezember 2013 kurzzeitig bei Zeit Online zur Sichtung zur Verfügung und wurde auf Facebook verhältnismäßig viel und ausgesprochen heiß diskutiert.

## Hintergrund
Die damaligen Studenten Fabian Püschel und Nico Sommer entwickelten die Idee zum Film gemeinsam ein Jahr vor Beginn der Dreharbeiten. Der Film ist ein Teil der Abschlussarbeit an der Kunsthochschule Kassel. Zuvor drehte Sommer den Film Stiller Frühling und ließ diese Erfahrungen bei dem Dreh zu Vaterlandsliebe komplett einfließen. So konnte er das Genre der Mockumentary voll ausnutzen. Der Film wurde auf einer HD-Kamera ausschließlich mit einer 20-mm-Pancake-Optik gedreht. Das Team bestand aus drei Crew-Mitgliedern und wenigen Haupt- sowie Nebendarstellern sowie Laien. 
Der Film lief auf zahlreichen nationalen Festivals. Er wurde jedoch auch auf ebenso vielen Festivals nicht angenommen, weil der Film zu provokativ sei sowie sich politisch uneindeutig positioniere und gegebenenfalls falsch aufgefasst werden könnte. Bei einer Vorführung in Frankfurt bei der Visionale 2011 spaltete er das anwesende Publikum und es kam zu lautstarken Auseinandersetzungen innerhalb des Kinos. Der Film hat von der FSK keine Jugendfreigabe erhalten. Von der Filmbewertungsstelle hingegen erhielt der Film das Prädikat Besonders Wertvoll.

## Auszeichnungen
2012 wurde der Film beim Internationalen Kurzfilmfestival Berlin als Bester Deutscher Film ausgezeichnet.
- 2011:
  - Prädikat Besonders Wertvoll der Filmbewertungsstelle[4]
  - Publikumspreis: Haydauer Filmtage[5]
  - Preis der Landeszentrale für politische Bildung bei den Video/Film/Tage Rheinland-Pfalz
- 2012:
  - Bester Deutscher Film beim Kurzfilmfestival Interfilm Berlin
  - Nominierung First Steps Award für die besten Abschlussfilme (Kategorie: Kurzfilm)
  - Bester Dokumentarfilm beim Freenetworld Filmfestival
  - Zweiter Preis bei den Independent Days Karlsruhe
  - Special Mention auf dem internationalen Studentenfilmfestival Sehsüchte
  - BDFA Silber beim FiSH (Festival im Stadthafen)
- 2013:
  - Bester Kurzfilm beim Heimatfestival Klempenow